# جان کامر
جان کامر (انگلیسی: John Comer؛ ۱ مارس ۱۹۲۴ – ۱۱ فوریه ۱۹۸۴ (aged 59)) بازیگر اهل بریتانیا بود.
از فیلم‌ها یا مجموعه‌های تلویزیونی که وی در آن‌ها نقش داشته‌است، می‌توان به در انتهای دوران میانسالی، من خوبم جک، نبرد بریتانیا، بلندی‌های بادگیر، شرور، خانه پربرکت، نمایش امروز، دختری در سوپ من و خیابان کورونیشن اشاره نمود.